# Vanajavesi
Le Vanajavesi est un lac du Kanta-Häme et du Pirkanmaa en  Finlande.

## Géographie
Le lac s'étend sur les communes d'Akaa, Hattula, Kalvola, Hämeenlinna et Valkeakoski.
Avant les fusions de communes le lac s'étendait aussi sur les territoires de Tyrväntö, Kalvola et Sääksmäki.
Le Vanajavesi se déverse par les rapides Kuokkalankoski dans le Pyhäjärvi à Lempäälä à environ  20 kilomètres au sud de Tampere. 
Le canal de Lempäälä relie aussi le Vanajavesi au Pyhäjärvi.